# Pareromene
Glaucocharis là một chi bướm đêm thuộc họ Crambidae.